# Foursquare
Foursquare je geolokační služba s prvky sociální sítě, tzv. LBS (Location-based services). Podstatou Foursquare je možnost podělit se s dalšími uživateli o svoje aktivity a místa, kde jsme byli.

## Historie
Tuto hru vymyslel Dennis Crowley koncem roku 2008. Program vytvořil společně s kolegou Navinem Selvaduraiem pro populární iPhone. Pojmenování Foursquare vzniklo z názvu jednoduché míčové hry, která je v Americe oblíbená. V březnu 2009 spolu založili firmu a službu spustili v několika amerických městech. V červnu téhož roku obdrželi investici 1,25 milionu dolarů. V listopadu 2009 se již Foursquare hrála ve 100 městech po celém světě, dokonce i v Praze. Od ledna 2010 je možné se připojovat kdekoliv na světě. Začátkem roku 2010 měla služba cca 200 tisíc uživatelů.

## Jak Foursquare funguje
1. Registrace na serveru Foursquare
2. Návštěva místa podporovaného touto sociální sítí (např. naše oblíbená restaurace)
3. CHECK-IN na našem chytrém telefonu – tj. označení na daném místě právě pomocí tohoto tlačítka v aplikaci
4. Pokud místo neexistuje v databázi Foursquare, jednoduše jej vytvoříme doma pomocí Foursquare v počítači nebo přímo v aplikaci na mobilním telefonu.

## O Foursquare a pravidla hry
Společenská aktivita Foursquare tedy slouží k budování širšího okruhu přátel, kteří například navštěvují Vaši oblíbenou restauraci, kavárnu, park, obchod, ….
- Pro fungování Foursquare musíte mít:
  - Smartphone (chytrý telefon) s OS Android, iOS, nebo podobné
  - Nainstalovaný Foursquare v telefonu
  - Internet v mobilu nebo připojení k WiFi: bez připojení k síti nelze check-in uskutečnit.

Za každý check-in získáte určitý počet bodů. Body jsou potřebné k odemknutí různých Badges - odznáčků, které můžete získat nejen za body, ale i za svou aktivitu (např. Mall Rat (doslova: nákupní krysa – člověk trávící mnoho času v obchodech) za několik check-inů v super/hyper/marketech).
Pokud navštěvujete dané místo nejčastěji ze všech uživatelů Foursquare, kteří dali check-in, můžete se stát i virtuálním starostou daného místa.
Uživatelé také sdílejí fotografie z míst na Foursquare, tyto fotografie jsou následně uloženy na hlavní stránku daného místa. Mohou k danému místu přidat svůj osobní názor (cena, kvalita služeb, prostředí, …).
V této sociální síti se však nedá podvádět, jak některé možná i napadlo. Check-in může uživatel provést pouze v případě, že se nachází maximálně 1 km od daného místa (a to ještě nemá za plný počet bodů). Uživatel se také nemůže checknout vícekrát na jednom samém místě v tu stejnou dobu, kdy je ještě pořád přihlášen na tomto místě.

## Foursquare v Česku
V České republice oblíbenost této sociální sítě stále roste (možná kvůli současné rozšířenosti smartphonů). Není znám přesný počet uživatelů, ale už i obchodníci v Česku si zakládají Foursquare účty, kam dávají uživatelům různé slevy (jako jsou například: nápoj k menu zdarma, flash disk pro prvních 20 zákazníků s check-in, …).